# Radjedef
Radjedef (nach anderer Lesung Djedefre oder Djedefra) war der dritte König (Pharao) der altägyptischen 4. Dynastie (Altes Reich) und regierte etwa von 2580 bis 2570 v. Chr. Über seine Person und seine Regierungszeit existieren nur sehr wenige Zeugnisse. Radjedef ist im Wesentlichen durch seine Bautätigkeit bekannt, die die Vollendung der Grabanlage seines Vaters Cheops und die Errichtung einer eigenen Pyramidenanlage in Abu Roasch umfasste. Unter seiner Herrschaft wurde der Sonnengott Re zur zentralen Gottheit Ägyptens erklärt.

## Herkunft und Familie

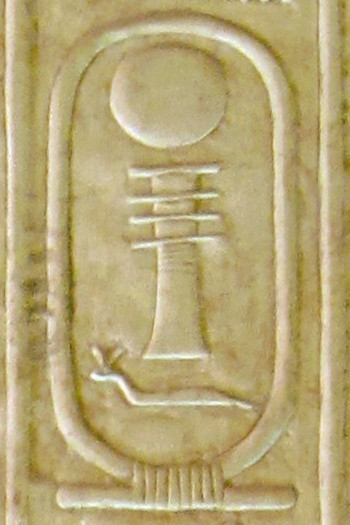
Kartuschenname des Djedefre in der Abydos-Liste

Radjedef war ein Sohn von Pharao Cheops, seine Mutter ist unbekannt. Brüder waren Babaef I., Minchaef, Hordjedef sowie Chephren, der nach Radjedefs Tod den ägyptischen Thron bestieg. Unsicher ist die Zuordnung von Anchhaf (Bruder oder Onkel) sowie Mindjedef und Duaenhor (Brüder oder Neffen). Unklar ist auch, ob Horbaef ein Bruder des Radjedef war. Er ist nur durch seinen Sarkophag bezeugt, dessen genauer Fundort aber nicht notiert wurde. Eine spätere Zuordnung zu einem Grab auf dem Ostfriedhof der Cheops-Pyramide, auf dem die Söhne des Cheops bestattet wurden, ist daher spekulativ. Bauefre, der nur durch Zeugnisse aus dem Mittleren Reich bekannt ist, könnte ein weiterer Bruder sein, wenn er nicht identisch mit Babaef I. ist. Chufuchaef I. war eventuell ein weiterer Bruder, es wurde aber auch vermutet, dass er identisch mit Chephren ist. Als ältester Sohn des Cheops und ursprünglicher Thronfolger wurde lange Zeit Kawab angesehen. Nach neueren Erkenntnissen scheint Kawab aber wohl eher ein Sohn des Snofru und damit nicht ein Bruder, sondern ein Onkel des Radjedef gewesen zu sein.
(Halb-)Schwestern des Radjedef waren seine Gemahlin Hetepheres II. sowie Chamerernebti I. (Gemahlin des Chephren), Meresanch II. (Gemahlin des Horbaef) und Neferetiabet.
Radjedef hatte zwei bekannte Ehefrauen: Chentetenka und seine Halbschwester Hetepheres II., die vor ihrer Ehe mit Radjedef bereits mit dessen Onkel Kawab verheiratet gewesen war. Sechs Kinder des Radjedef sind namentlich bekannt, ihre Mütter konnten bisher aber noch nicht identifiziert werden. Es handelt sich um die vier Söhne Baka, Setka, Hornit und Nikauradjedef sowie die beiden Töchter Hetepheres und Neferhetepes. Neferhetepes war möglicherweise die Mutter der späteren Pharaonen Userkaf oder Sahure. Der nur unter seiner griechischen Namensform bekannte Nachfolger des Chephren, Bicheris, wird häufig als Sohn des Radjedef angesehen, es ist aber unklar, um welchen seiner Söhne es sich handelt. Sowohl Baka als auch Setka wurden bisher in Betracht gezogen.

## Herrschaft

### Regierungsdauer
Die genaue Regierungsdauer des Radjedef ist unbekannt. Der Königspapyrus Turin, der im Neuen Reich entstand und ein wichtiges Dokument zur ägyptischen Chronologie darstellt, gibt ihm acht Regierungsjahre. Der im 3. Jahrhundert v. Chr. lebende ägyptische Priester Manetho nennt hingegen 25 Jahre. Zeitgenössisch ist mit Sicherheit nur ein „1. Mal der Zählung“ überliefert, womit eine landesweite Zählung des Viehs zum Zwecke der Steuererhebung gemeint ist. Bei der Nennung eines „10.“ oder „11. Mals der Zählung“ auf einem Deckstein von einer der Bootsgruben der Cheops-Pyramide ist nicht sicher, ob sie sich auf Cheops bezieht oder auf Radjedef, der die Cheops-Bootsgruben anlegen ließ. Sollte Letzteres der Fall sein, ergibt sich die zusätzliche Problematik, dass diese Zählungen ursprünglich alle zwei Jahre stattfanden (d. h. auf ein „x-tes Jahr der Zählung“ folgte ein „Jahr nach dem x-ten Mal der Zählung“), später aber zum Teil auch jährlich stattfinden konnten (auf ein „x-tes Jahr der Zählung“ folgte das „y-te Jahr der Zählung“). Ob unter Radjedef eine regelmäßige zweijährliche Zählung stattfand, lässt sich aus dem vorhandenen Quellenmaterial nicht herauslesen. Bedingt durch diese Unsicherheiten gibt es in der modernen Forschung sehr unterschiedliche Auffassungen über Radjedefs Regierungslänge. Während einige Forscher mit den acht Jahren des Turiner Papyrus konform gehen, halten andere aufgrund der recht umfangreichen Bautätigkeit dieses Königs auch eine deutlich längere Regierungszeit von bis zu 25 Jahren für möglich.

### Ereignisse und Entwicklungen

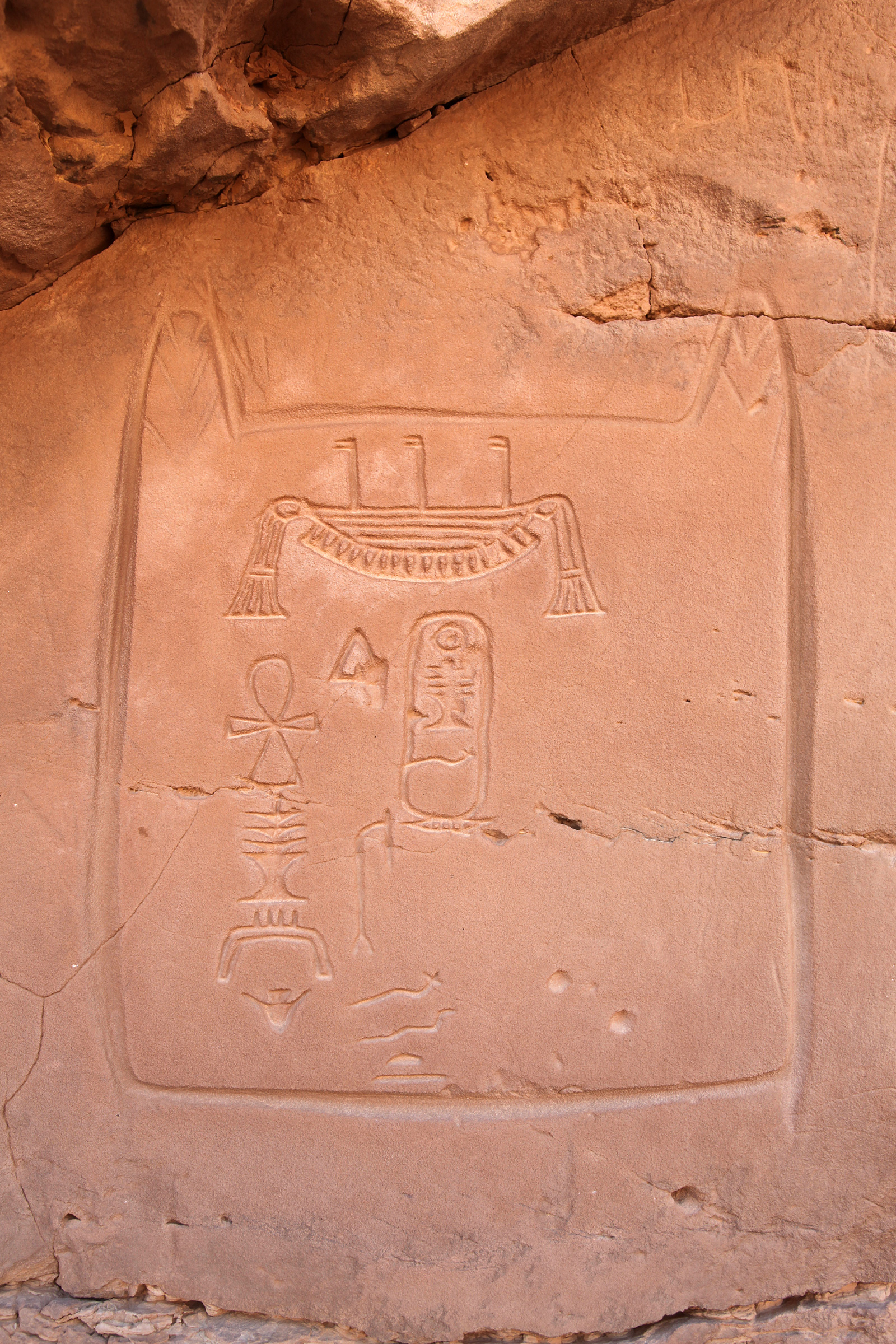
Die Inschrift IV-C am Wasserberg des Djedefre nennt Radjedef.

Durch Inschriften ist bezeugt, dass Radjedef eine Expedition in die Oase Dachla in der Libyschen Wüste entsandte, wie es bereits vor ihm sein Vater Cheops zweimal getan hatte. Ziel all dieser Expeditionen war die Gewinnung von mineralischen Pigmenten. Die inschriftlichen Zeugnisse hierfür stammen von einem Lagerplatz in der Wüste, etwa 60 km von Dachla entfernt. Er liegt am Fuß eines Sandsteinfelsens und wurde in pharaonischer Zeit offenbar als „Wasserberg des Radjedef“ bezeichnet.
Unter Radjedef wurde der Kult des Sonnengottes Re von Heliopolis zur höchsten Staatsreligion erhoben. Die königlichen Eigennamen trugen nun bis auf wenige Ausnahmen bis zum Ende der 5. Dynastie den Namen des Re als Bestandteil (Beispielsweise Chephren = Cha-ef-Re bzw. Ra-cha-ef oder Mykerinos = Men-kau-Re). Passend dazu führte Radjedef das Epitheton „Sohn des Re“ (Sa-Re) ein, welches ab dem Mittleren Reich zum festen Titel des königlichen Eigennamens wurde.
Dieser religiöse Wandel machte auch eine neue Interpretation der Natur des Königs notwendig. Galt er vorher als Verkörperung des Horus und somit selbst als höchster Weltgott, rückte nun das Konzept der Gottessohnschaft in den Vordergrund, wodurch die eigene Göttlichkeit des Königs vermindert und er den Göttern gegenüber in eine stärkere Verantwortungsposition gerückt wurde.

### Nachfolge
Nach Radjedefs Tod folgte ihm zunächst nicht einer seiner Söhne, sondern sein Bruder Chephren auf den Thron. Da im pharaonischen Ägypten in der Regel die Herrschaft vom Vater auf einen Sohn überging, war dieser Regierungswechsel Anlass für zahlreiche Spekulationen. So ging etwa George Andrew Reisner davon aus, dass es nach dem Tod des Cheops zu Familienstreitigkeiten kam und zwei Familienzweige um die Vorherrschaft stritten. Radjedef wäre demnach gar nicht als rechtmäßiger Thronfolger vorgesehen gewesen und nach seinem Tod hätte dann Chephren die Macht ergriffen. Diese Annahme Reisners wird allerdings durch keinerlei archäologische Funde gestützt. Nach Radjedefs Tod kam es zu keiner Damnatio memoriae, er genoss kultische Verehrung und taucht auch in späteren Königslisten auf. Eine unrechtmäßige Machtergreifung ist daher auszuschließen. Die Frage, warum auf ihn nicht einer seiner Söhne, sondern sein Bruder Chephren folgte, bleibt daher weiterhin offen.

## Bautätigkeit

### Gizeh

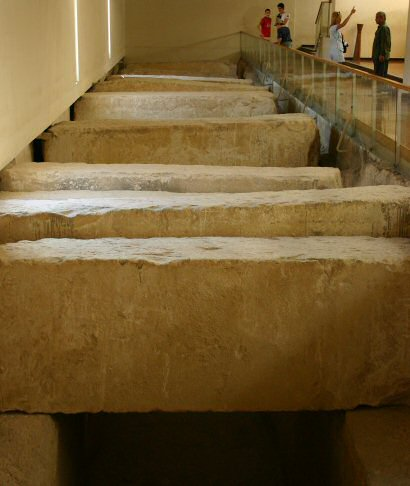
Deckensteine von einer der südlichen Bootsgruben der Cheopspyramide

Zum Pyramidenkomplex des Cheops gehören fünf Bootsgruben. Drei davon wurden beraubt, zwei an der Südseite der Pyramide gelegene Gruben wurden allerdings unversehrt vorgefunden. In ihnen wurden zwei hölzerne, zerlegte Boote beigesetzt, von denen eines restauriert wurde und nun in einem eigenen Museum ausgestellt ist. An den Wänden und Deckensteinen der Grube, in welcher dieses Boot gefunden wurde, sind zahlreiche Graffiti angebracht, die den Namen von Radjedef beinhalten. Es kann daher davon ausgegangen werden, dass einige Teile von Cheops’ Grabanlage erst unter Radjedef vollendet wurden.

### Abu Roasch

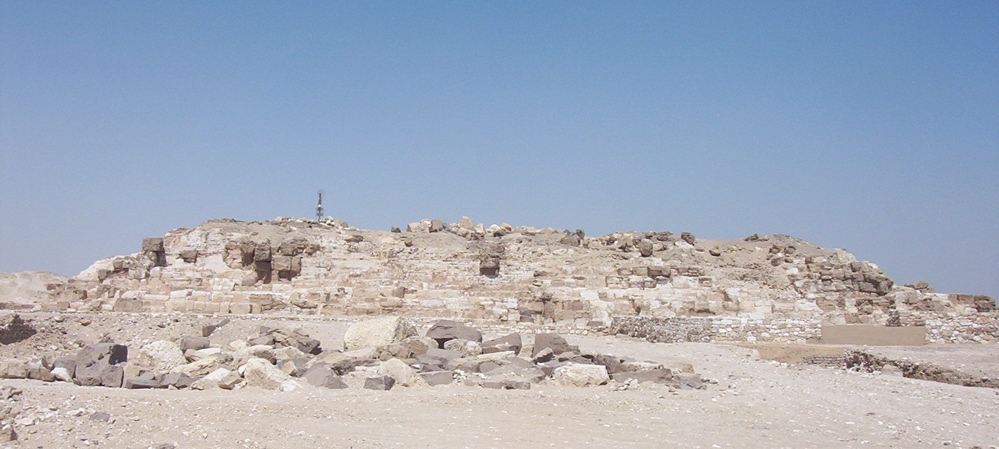
Die Pyramide des Radjedef in Abu Roasch

Seine eigene Pyramide errichtete Radjedef in Abu Roasch, nördlich von Gizeh. Mit einer Seitenlänge von 106,2 m und einer Höhe von 67,4 m war sie deutlich kleiner konzipiert als die Grabanlagen seiner beiden Vorfahren Snofru und Cheops. Von der Römerzeit an bis ins 19. Jahrhundert diente sie als Steinbruch, wodurch sie so stark in Mitleidenschaft gezogen wurde, dass sie von den Ausgräbern ursprünglich für unvollendet angesehen wurde. Neuere Grabungen, die in den 1990er Jahren begannen, haben allerdings gezeigt, dass die Pyramidenanlage vollendet worden war. Teile der zum Pyramidenkomplex gehörenden Tempelanlagen wurden aber wohl erst nach Radjedefs Tod fertiggestellt, da sie in zeitsparender Ziegelbauweise errichtet wurden.
Das innere Kammersystem wurde gegenüber den Pyramiden von Snofru und Cheops wieder stark vereinfacht. Die Grabkammer wurde nun wieder wie bei den Pyramiden der 3. Dynastie unterirdisch angelegt und nicht mehr im eigentlichen Pyramidenkörper.
Der Taltempel liegt etwa 1,5 km nordöstlich der Pyramidenanlage und ist mit ihr durch einen Aufweg verbunden, der an der Nordseite einer Umfassungsmauer endet. An der Ostseite der Pyramide liegt der Totentempel und südlich von ihm eine Bootsgrube, die allerdings beraubt und von den Steinräubern als Schutthalde genutzt worden war. Dort wurden die Überreste mehrerer Statuen des Königs gefunden.
Zum Grabkomplex gehören auch zwei kleine Nebenpyramiden. Die erste befindet sich an der Südwestecke der Königspyramide und diente als sogenannte Kultpyramide. Bei der zweiten, die an der Südostecke der Königspyramide entdeckt wurde, scheint es sich um das Grab einer Königin zu handeln.

## Statuen
Alle bekannten Statuen des Radjedef stammen wahrscheinlich aus seiner Pyramidenanlage in Abu Roasch. Keine von ihnen ist vollständig erhalten und nur vier von ihnen zeigen das Porträt des Königs. Die Statuen befinden sich heute im Louvre in Paris, im Ägyptischen Museum in Kairo und im Staatlichen Museum Ägyptischer Kunst in München. Die Stücke in Paris und Kairo wurden von Émile Chassinat bei seinen Grabungen zwischen 1901 und 1924 in der Bootsgrube der Radjedef-Pyramide und deren Umgebung entdeckt.
Das größte und berühmteste Fundstück ist ein aus Sandstein gefertigter Kopf einer Sphinx des Radjedef. Er ist 33,5 cm hoch, 28,8 cm breit und 26,5 cm lang. Der König ist mit Nemes-Kopftuch dargestellt, Kinn und Nase sind bestoßen. Auf den Augen sind noch die Reste einer schwarzen Bemalung erkennbar, welche die Iris darstellte. Ein weiterer, mit 12 cm Höhe deutlich kleinerer Statuenkopf zeigt Radjedef mit einer Krone. Da ihr oberer Teil zerstört ist, ist unklar, ob es sich um die weiße Krone Oberägyptens oder um die rote Krone Unterägyptens handelt. Der Louvre beherbergt außerdem den unteren Teil einer Sitzstatue des Radjedef. Er misst 28 × 19,5 × 23 cm und nennt den Eigen- sowie den Horusnamen des Königs. Zur Linken des Herrschers ist deutlich kleiner eine kniende Königin dargestellt. Darüber hinaus gehören zur Sammlung des Louvre noch einige Bruchstücke weiterer Sitzstatuen des Radjedef und seiner Gemahlin Chentetenka.
Das Ägyptische Museum in Kairo besitzt zwei Statuenköpfe, die Radjedef darstellen. Der erste (JE 35138) ist 14 cm hoch und zeigt ihn mit Nemes-Kopftuch, der zweite (JE 35139) misst 19 cm und trägt die weiße Krone Oberägyptens.
Das Staatliche Museum Ägyptischer Kunst in München schließlich besitzt 39 Statuenfragmente, die aus einer Privatsammlung erworben wurden, ursprünglich aber vielleicht ebenfalls aus Grabungen in Abu Roasch stammen.
|                                                   |                                                                      |                                                          |
| Sphinxkopf des Radjedef; Louvre, Inv.-Nr. E 12626 | Unterer Teil einer Sitzstatue des Radjedef; Louvre, Inv.-Nr. E 12627 | Kopf einer Statue des Radjedef; Louvre, Inv.-Nr. E 11167 |

Neben den königlichen Statuen wurden in Abu Roasch auch mehrere zum Teil sehr gut erhaltene Statuen seiner Familienmitglieder gefunden. Dazu gehören eine Statuenbasis seines Sohnes Baka (Kairo 5.11.24.8), zwei weitere Basen von Statuen des Hornit (Kairo 5.11.24.16 und Louvre E 12630), eine vollständig erhaltene Schreiberstatue des Setka (Louvre E 12629 und E 12631), Basis und Torso einer Statue der Prinzessin Neferhetepes (Louvre E 12628 und E 12632), der untere Teil einer Statue der Königin Hetepheres (Kairo, ohne Nr.) und eine Sphinx (Kairo JE 35137), die ebenfalls Hetepheres II. darstellt.
|                                                                         |                                                                          |                                                                          |
| Schreiberstatue des Prinzen Setka; Louvre, Inv.-Nr. E 12629 und E 12631 | Torso einer Statue der Prinzessin Neferhetepes; Louvre, Inv.-Nr. E 12628 | Sphinx der Königin Hetepheres II.; Ägyptisches Museum, Kairo, (JE 35137) |

## Radjedef im Gedächtnis des Alten Ägypten
Radjedef genoss einen Totenkult, der bis zum Ende des Alten Reiches in der 6. Dynastie andauerte, der aber nicht so umfangreich war wie bei anderen Pharaonen der 4. Dynastie. So sind für ihn insgesamt nur acht Totenpriester und mit dem Totenkult in Zusammenhang stehende Beamte belegt, für seinen Vater Cheops hingegen 73 und für seinen Bruder und Nachfolger Chephren 32.
Ein solcher Totenkult hatte stets auch große wirtschaftliche Bedeutung, da für die Versorgung mit Opfergaben zahlreiche landwirtschaftliche Güter (Domänen) eingerichtet wurden. Aber auch die Zahl dieser Domänen ist mit lediglich vier bei Radjedef deutlich geringer als beispielsweise bei Cheops und Chephren. Aus der 4. Dynastie ist lediglich eine Domäne bezeugt. Die wirtschaftliche Bedeutung des Totenkults hielt aber ebenso wie bei Cheops nur bis in die 5. Dynastie an, für die 6. Dynastie sind keine Domänen mehr bezeugt.
Ein wichtiges Dokument aus der 12. Dynastie ist eine Felsinschrift im Wadi Hammamat. Hier werden nebeneinander die Namen von Radjedef, seinem Vater Cheops und seinen Brüdern Chephren, Hordjedef und Bauefre genannt. Alle diese Namen sind in Kartuschen geschrieben, was zu der Vermutung führte, Hordjedef und Bauefre könnten einst als Könige regiert haben. Allerdings gibt es dafür keinerlei zeitgenössische Anhaltspunkte.
Als wahrscheinlichere Motivation für die Anbringung der Inschrift kann angenommen werden, dass Radjedef, seine Brüder und sein Vater als Schutzheilige des Wadi Hammamat verehrt wurden. Diese These wird dadurch unterstützt, dass in Koptos, am Ausgangspunkt für Expeditionen ins Wadi, ein Alabastergefäß mit dem Namen des Cheops gefunden wurde und somit anzunehmen ist, dass er dort einst kultische Verehrung genoss.
Aus dem Neuen Reich stammt ein im Ägyptischen Museum in Berlin befindlicher Reliefblock, der aus einem Grab aus Sakkara stammen soll. Auf ihm sind fünf thronende Könige des Alten Reiches abgebildet: Beim ersten ist der Namenszug mittlerweile nicht mehr erhalten, kann aber anhand alter Fotografien wohl zu Snofru rekonstruiert werden; es folgen Radjedef, Mykerinos, Menkauhor und Pepi II. (Neferkare). Der auf diesem Block erhaltene Bildausschnitt kann als Anbetungsszene rekonstruiert werden, bei welcher der Grabbesitzer vor den Königen steht.
Der Totentempel der zum Cheops-Komplex gehörenden Königinnenpyramide G-I-c diente wahrscheinlich schon während der 18. Dynastie als Heiligtum der Isis. In der 21. Dynastie, während der Regierungszeit der Pharaonen Psusennes I. und Amenemope, wurde dieser Tempel stark ausgebaut. Im Zuge des Isiskultes wurde erneut eine Priesterschaft für Cheops etabliert. Neben Cheops wurden auch vereinzelt andere Könige verehrt. Für Radjedef sind aus der 26. und 27. Dynastie drei Priester bezeugt, von denen aber nur einer lediglich den Titel „Priester des Radjedef“ trug, während die beiden anderen ebenso Priester des Cheops waren. Eine Verehrung Radjedefs über die Grenzen Gizehs hinaus, etwa in seiner eigenen Begräbnisstätte Abu Roasch, ist allerdings nicht nachweisbar.

## Moderne Rezeption
1974 veröffentlichte Herta von Auer den Roman König Dedefré. Der Fremdling aus dem Norden, in dem ein nordeuropäischer Fürstensohn während Cheops’ Herrschaft eine Hungerkatastrophe abwendet, von ihm adoptiert wird und nach ihm unter dem Namen Djedefre regiert. Der französische Schriftsteller und Archäologe Guy Rachet veröffentlichte in den Jahren 1997 und 1998 fünf Romane über die Pyramidenbauer der 4. Dynastie. Die Bücher sind auf Deutsch als Taschenbücher im Heyne Verlag erschienen. Der dritte Band Die unvollendete Pyramide spielt während der Regierungszeit Radjedefs.